# 高屋直弘
高屋 直弘（たかや なおひろ、1886年（明治19年）9月 - 1947年（昭和22年）6月）は、日本の耕地整理技術者、測量技師、都市計画家。玉川地域#玉川全円耕地整理事業の測量・耕地整理設計を手がけた人物。世田谷区等々力にある玉川神社に玉川村村長として玉川村全域の耕地整理と道路整備（宅地造成）を完成させた人物である豊田正冶の豊田正冶翁頌徳碑という石碑と並んで、高屋の留魂碑がある。高知市本与力町生まれ。

## 経歴
旧土佐藩士の次男に生まれる。農商務省耕地整理講習所講習生となり、明治40年9月に修了。10月に東京府農業技手任用。荏原郡と南足立郡における耕地整理基本調査から従事。
大正7年11月に官を辞し、合資会社高屋事務所を創設し田園調布に事務所を構える。専ら耕地整理事業の民間委託に従事。玉川全円耕地整理事業は大正13年ごろから従事し始め、生涯関わり続けた。
東京府在任中、荏原郡では玉川耕地整理組合の同郡大井町鈴ヶ森、同郡大井町山中の各耕地整理組合等地区の事業を完成させる。さらに同郡大崎目黒耕地整理組合及び同郡玉川村大典記念耕地整理組合地区事業の設計工事を完成させている。
事務所設立以降では、玉川事業のほかに荏原郡調布村上村部外での事業が、三谷耕地整理組合の地区（現在の品川区小山）や調布村耕地整理組合の地区（現在の田園調布）衾西部耕地整理組合の地区（現在の目黒区自由が丘）等々、13地区に及ぶ。